# Le Chat
Le Chat ([lə ʃa], "el gat") és una pel·lícula dramàtica francesa del 1971 dirigida per Pierre Granier-Deferre i basada en la novel·la de Georges Simenon de 1967 Le Chat.

## Sinopsi
Una parella de jubilats, els Bouin, viu als suburbis parisencs (a Courbevoie) als anys 70, enmig de la convulsió a causa de les obres urbanístiques modernes de l'època. Julien Bouin és un antic tipògraf; la seva dona, Clémence, és una antiga trapezista de circ la carrera de la qual va acabar massa aviat a causa d'una caiguda durant un espectacle. Mai van tenir fills.
Després de vint-i-cinc anys de matrimoni, els sentiments de la parella s'han esmicolat amb el pas del temps, ambdós viuen ara a porta tancada al seu allotjament suburbà, i l'única forma de comunicació són les notes ocasionals deixades en trossos de paper. En aquest feixuc ambient de convivència, ara més forçat que desitjat, cap dels dos vol abandonar la casa que aviat s'enderrocarà per deixar pas a les grans urbanitzacions en construcció al barri.
Quan Julien acull un gat perdut i li dedica tot el seu afecte, la gelosia de Clémence arriba al seu clímax i es converteix en odi. Ara és una guerra silenciosa, amarga i implacable que s'està desenvolupant al voltant d'aquest gat.

## Repartiment
- Jean Gabin com a Julien Bouin
- Simone Signoret com a Clémence Bouin
- Annie Cordy com a Nelly, propietària d'un hotel de Florida
- Jacques Rispal com el Doctor / Doctor
- Nicole Desailly com a infermera
- Harry-Max com el retirat
- André Rouyer com a Delegat
- Carlo Nell com a agent immobiliari
- Yves Barsacq com a arquitecte
- Florence Haguenauer com a Germaine
- Renate Birgo com a The Creamer / Dairywoman
- Ermanno Casanova com propietari del cafè (com Ermano Casanova)
- Georges Mansart com a noi amb una motocicleta
- Isabel del Río com a noia en moto

## Producció
En aquesta pel·lícula, els dos "monstres sagrats" del cinema francès, Simone Signoret i Jean Gabin, s'enfronten en aquesta càmera implacable. Aquesta és la 90s pel·lícula de Gabin, i la que considerava la seva millor pel·lícula de postguerra.
Le Chat també forma part d'una sèrie de pel·lícules protagonitzades per Jean Gabin i que testimonien una forma de rebuig (al cinema) dels grans habitatges en construcció. Le Chat és emblemàtica en aquest sentit, de la mateixa manera que Mélodie en sous-sol el 1963, o Rue des prairies el 1959. Aquests grans decorats que es construeixen destrueixen el món on vivien els personatges, encarnats per Gabin i Signoret, el dels pavellons suburbans.
La història de Le Chat està inspirada en un moment de la vida de la mare de l'autor, Georges Simenon, i amb la que mantenir una relació força difícil.

## Premis
- 21è Festival Internacional de Cinema de Berlín[6]
  - Ós de Plata a la millor actriu (Simone Signoret - guanyadora)
  - Ós de Plata al millor actor (Jean Gabin - guanyador)
  - Ós d'Or (nominada)